# Friedrich Wagner (Historiker, 1845)

Friedrich Wagner

Friedrich Moritz Alexander Wagner (* 4. Juli 1845 in Reichenbach, Schlesien; † 11. Juni 1903) war ein deutscher Lehrer und Historiker.

## Leben
Friedrich Wagner besuchte das Magdaleneum in Breslau und das Gymnasium in Schweidnitz, wo er 1865 das Reifezeugnis erwarb. Anschließend studierte er Philologie, Geographie und Geschichte in Breslau und Berlin. Er gewann die Preisaufgabe „Die Wahl Konrads II.“ der philosophischen Fakultät in Berlin. Nach kurzer Zeit an den Archiven in Koblenz und Berlin beschloss er sich dem Lehrerberuf zu widmen. 1869 bestand er die Prüfung pro facultate docenti und 1871 wurde er in Göttingen zum Dr. phil. promoviert. Von 1871 bis zu seinem Tod wirkte er als Lehrer am Friedrich-Wilhelms-Gymnasium, besonders für Geschichte und Sport. 1890 erhielt er den Charakter eines Professors, 1895 wurde er mit dem Roten Adlerorden 4. Klasse und 1898 mit der Zentenarmedaille ausgezeichnet. Ab 1900 war er Mitglied der Brandenburgia.
Wagner arbeitete zum Spätmittelalter besonders zum Schwäbischen Bund und zu den brandenburgischen Kurfürsten. Außerdem veröffentlichte er einige Aufsätze zur Kryptographie. Sein Tod verhinderte, dass er die begonnene Erziehungsgeschichte der Hohenzollern vollenden konnte.

## Schriften
- Die Wahl Konrad II. zum Römischen König. Dissertation, Universität Göttingen, 1871
- Conrad Wernicke (Begründer), fortgesetzt von Friedrich Wagner: Leitfaden für die biographische Vorstufe des Geschichtsunterrichts. 15. Auflage, Pierer, Altenburg 1903.
- Hilfsbuch für den Unterricht in der Geschichte. 3. Teile, Krüger, Leipzig 1881–1882; Band 1: Das Altertum. 1881; Band 2: Die mittlere Zeit. 2. Auflage, 1889; Band 3: Die neuere Zeit. 1882
- Deutsche Lebensbilder und Sagen für den Geschichtsunterricht auf der Mittelstufe höherer Mädchenschulen. Ausgabe A: für evangelische Schulen, Hirt, Leipzig [1896]; Ausgabe B: für konfessionell gemischte Schulen. Hirt, Leipzig 1897